# HD 47500
HD 47500 är en dubbelstjärna i den mellesta delen av stjärnbilden Duvan. Den har en skenbar magnitud av ca 5,91 och är svagt synlig för blotta ögat där ljusföroreningar ej förekommer. Baserat på parallaxmätning inom Hipparcosuppdraget på ca 2,9 mas, beräknas den befinna sig på ett avstånd på ca 1 142 ljusår (ca 351 parsek) från solen. Den rör sig bort från solen med en heliocentrisk radialhastighet på ca 21 km/s.

## Egenskaper
Primärstjärnan HD 47500 A är en blå till vit underjättestjärna av spektralklass B5/7 IV, som har förbrukat förrådet av väte i dess kärna och lämnat huvudserien. Den har en massa som är ca 5 solmassor, en radie som är ca 5,5 solradier och har ca 1 480 gånger solens utstrålning av energi från dess fotosfär vid en effektiv temperatur av ca 13 800 K.
Följeslagaren HD 47500 B är en stjärna med skenbar magnitud 7,51.